# Fujiwara no Sumitomo
Fujiwara no Sumitomo (藤原純友) (mort en 941) est un noble de cour et chef militaire japonais de l'époque de Heian du clan Fujiwara. De 939 à 941, il participe à une série de révoltes avec le clan Taira.
Après avoir passé un accord secret avec Taira no Masakado, qui a pris la tête d'une révolte dans la province de Shimōsa, Sumitomo conduit sa propre révolte dans la province d'Iyo en 939, et bientôt envahi les provinces de Harima et Bizen. La révolte embrase toute la région San'yō, au sud de Honshū.
Minamoto no Tsunemoto mène deux campagnes victorieuses pour la cour impériale de Kyōto contre Masakado en 940 et Sumitomo en 941.
Poursuivis par les forces impériales menées par Ono Yoshifuru et Minamoto no Tsunemoto, Sumitomo fuit vers Dazaifu, et est battu à Hakata. Il se réfugie vers la province d'Iyo, où il est capturé, puis  exécuté peu après, en 941, par Tachibana Tōyasu.
Son père était Fujiwara no Yoshinori. Il est l'ancêtre du clan Arima de la province de Hizen.

## Sources
- Papinot, Edmond (1910). Dictionnaire historique et géographique du Japon. Tokyo: Librarie Sansaisha.

- (en) Cet article est partiellement ou en totalité issu de l’article de Wikipédia en anglais intitulé « Fujiwara no Sumitomo » (voir la liste des auteurs).